# Зустрічні вітри (фільм, 1925)
«Зустрічні вітри» (англ. Head Winds) — американська драма режисера Герберта Блаше 1925 року.

## Сюжет
Пітер викрадає Патрісію, щоб вона не виходить заміж за іншого чоловіка.

## У ролях
- Гаус Пітерс — Пітер Росслін
- Петсі Рут Міллер — Патрісія Ван Фелт
- Річард Треверс — Джон Темплтон Арнольд
- Артур Гойт — Вінтроп Ван Фелт
- Вільям Остін — Теодор Ван Фелт
- Вільям Конклін — преподобний доктор Ніл
- Лідія Єменс Тітус — медсестра
- Джордж Кува — Вай Сай
- Того Ямамото — Ву Ланг